# Баклан ракіурайський
Баклан ракіурайський (Leucocarbo stewarti) — вид сулоподібних птахів родини бакланових (Phalacrocoracidae).

## Назва
Видова назва stewarti вказує на типове місцезнаходження — острів Стюарт. Видовий епітет української назви «ракіурайський» походить від назви острова маорійською мовою — Ракіура.

## Поширення
Ендемік Нової Зеландії. Гніздиться на острові Стюарт та дрібних островах протоки Фово. Загальна чисельність виду становить не більше 2500 птахів.

## Опис
Птах завдовжки 68 см, розмахом крил до 110 см, вагою 1,8–2,9 кг. Самці більші за самиць. Птах має верхню частину чорного кольору із зеленкуватим відтінком та білу нижню частину. Щоки й покривала вух чорні. Деякі особини мають білі плями на спині та крилах. На голові є чорний гребінь. У шлюбний період у птахів є пара темно-помаранчевих карункулів над основою дзьоба перед очима та червона основа нижньої щелепи. Навколо очей є блакитне кільце. Дзьоб темно-коричневий. Лапки рожеві.

## Спосіб життя
Живиться дрібною рибою і морськими безхребетними. За здобиччю пірнає на глибину до 30 м. Сезон розмноження починається у вересні. Створює моногамні пари на сезон. Гніздиться на землі на виступах і вершинах крутих скель у колоніях від 10 до сотні птахів. Гнізда будує з болота, водоростів і трави. Відкладає 2—3 яйця. Обоє батьки насиджують яйця.